# Балакр
Ба́лакр (др.-греч. Bάλακρoς) — военачальник, личный телохранитель македонских царей, сатрап Киликии.
Балакр родился около 380 года до н. э. в знатной македонской семье. Был личным телохранителем-соматофилаком македонских царей Филиппа II (предположительно) и Александра Македонского. После битвы при Иссе в 333 году до н. э. Александр назначил Балакра сатрапом важной и богатой провинции Киликии. На этой должности Балакр особо себя ничем не проявил и погиб во время войны против восставших писидийских племён.

## Биография
Балакр, сын Никанора, родился в 380-х годах до н. э. в знатной македонской семье. Был одним из личных телохранителей-соматофилаков македонских царей Филиппа II (предположительно) и Александра Македонского.
Участвовал в походе Александра в Азию. На следующий день после сражения при Иссе в 333 году до н. э. Балакр был назначен сатрапом Киликии, а соматофилаком вместо него стал Менес. Назначение Балакра сатрапом Киликии произошло после ожесточённого сопротивления и гибели предыдущего правителя области Арсама. На должности сатрапа, по мнению историка А. Бозуорта, Балакр был ответственным за финансирование затянувшейся осады Тира. Квинт Курций Руф утверждал, что Киликию в управлению от Александра получил Сократ. Возможно, что Сократ временно на какой-то период заменял Балакра на должности сатрапа.
В Киликии Балакр подобно своим персидским предшественникам чеканил от своего имени монеты. На 1964 год был известен лишь один экземпляр монеты с легендой BAΛAKPOΣ. Помещение своего имени на монете было прерогативой царя, в связи с чем, по всей видимости, Александр не одобрил соответствующую инициативу своего сатрапа. Подобную вольность из всех руководителей частей империи Александра позволил себе лишь сатрап Вавилонии Мазей. Все последующие выпуски Балакра содержали лишь монограмму B. По мнению Л. П. Маринович такая вольность со стороны сатрапа — чеканка монет по старым персидским стандартам без какого-либо указания на верховную власть македонского царя — свидетельствует о глубоком кризисе в империи Александра.
Балакр в 332 году до н. э. участвовал вместе с сатрапами Великой и Геллеспонтской Фригий Антигоном и Каласом в покорении тех областей Малой Азии, которые оставались ещё независимыми от власти македонян. По мнению Д. Аткинсона это мог быть и тёзка Балакра. Квинт Курций Руф приписал Балакру победу над военачальником Дария III Гидарном и взятие Милета. Событие произошло в 334 году до н. э., когда Балакр был телохранителем Александра. Арриан приписал славу взятия Милета военачальнику Никанору. Соответственно свидетельство Квинта Курция Руфа выглядит недостоверным. Возможно, город захватил сын Балакра, что и привело к появлению разночтений в античных источниках. Возможно, Милет был повторно захвачен персидским флотом, а затем вновь освобождён Балакром. Также не исключено, что речь идёт о другом Балакре, сыне Аминты. Как бы то ни было информация свидетельствует о выполнении Балакром не только административных функций по управлению провинцией, но и о подчинении ему военных контингентов.
Балакр, как утверждает Диодор Сицилийский, погиб в войне против восставших исавров и ларандов. В историографии существуют разночтения относительно того являлась ли Исаврия восставшим регионом, либо оставалась непокорённой на момент гибели Балакра. Также не до конца ясно относились ли данные области к сатрапии Киликии или к Писидии. Как бы то ни было они входили в сферу интересов Балакра. Согласно современным историкам, событие могло произойти либо в 332/331 году до н. э. во время похода Антигона в Ликаонию, либо, что более вероятно, в 326—323 годах до н. э., незадолго до смерти Александра Македонского. В пользу более поздней даты смерти свидетельствуют данные нумизматики. Во время правления Балакра в Киликии было отчеканено несколько серий монет. Если учесть, что обычно дизайн монет меняли раз в несколько лет, гибель Балакра через год-два после назначения на должность сатрапа маловероятна.

## Семья
У Балакра было не менее двух жён. В античных источниках приведено имя лишь второй жены Филы, что связано с высоким положением её отца знаменитого военачальника и приближённого Филиппа II, а затем и наместника Македонии при Александре, Антипатра. От первой или первых жён у Балакра родились Никанор и Филипп, которые участвовали в походах Александра.
Балакр женился на Филе и породнился с Антипатром между 339 и 336 годами до н. э. Фила переехала в Киликию к супругу предположительно в 331/330 году до н. э. От этого брака родился сын Антипатр, которого Балакр назвал в честь влиятельного тестя. Возможно, от этого брака также родились Балагр и Фрасей. По другой версии, они появились на свет ранее от предыдущих жён. По мнению историка Э. Бэдиана, Фила не была замужем за Балакром, а первоисточником этого недостоверного утверждения были труды Антония Диогена.